# Theope brevignoni
Theope brevignoni is een vlindersoort uit de familie van de prachtvlinders (Riodinidae), onderfamilie Riodininae.
Theope brevignoni werd in 1996 beschreven door Gallard.